# Vĩnh Thọ (phường)
Vĩnh Thọ là một phường cũ thuộc thành phố Nha Trang, tỉnh Khánh Hòa, Việt Nam.
Phường Vĩnh Thọ có diện tích 0,67 km², dân số năm 1999 là 16.514 người, mật độ dân số đạt 24.678 người/km².